# جوني كيويتو
جوني كيويتو هو لاعب كرة قاعدة دومينيكاني، ولد في 15 فبراير 1986 في سان بيدرو دي ماكوريس في جمهورية الدومينيكان.

## وصلات خارجية
- جوني كيويتو على موقع دوري كرة القاعدة الرئيسي (الإنجليزية)
- جوني كيويتو على موقعبيزبول رفرنس.كوم (الدوري الرئيسي) (الإنجليزية)
- جوني كيويتو على موقعبيزبول رفرنس.كوم (الدوري الثانوي) (الإنجليزية)
- جوني كيويتو على موقع إي إس بي إن.كوم (أم.أل.بي) (الإنجليزية)
- جوني كيويتو على موقع مشجعي الرسوم البيانية (الإنجليزية)